# Patena

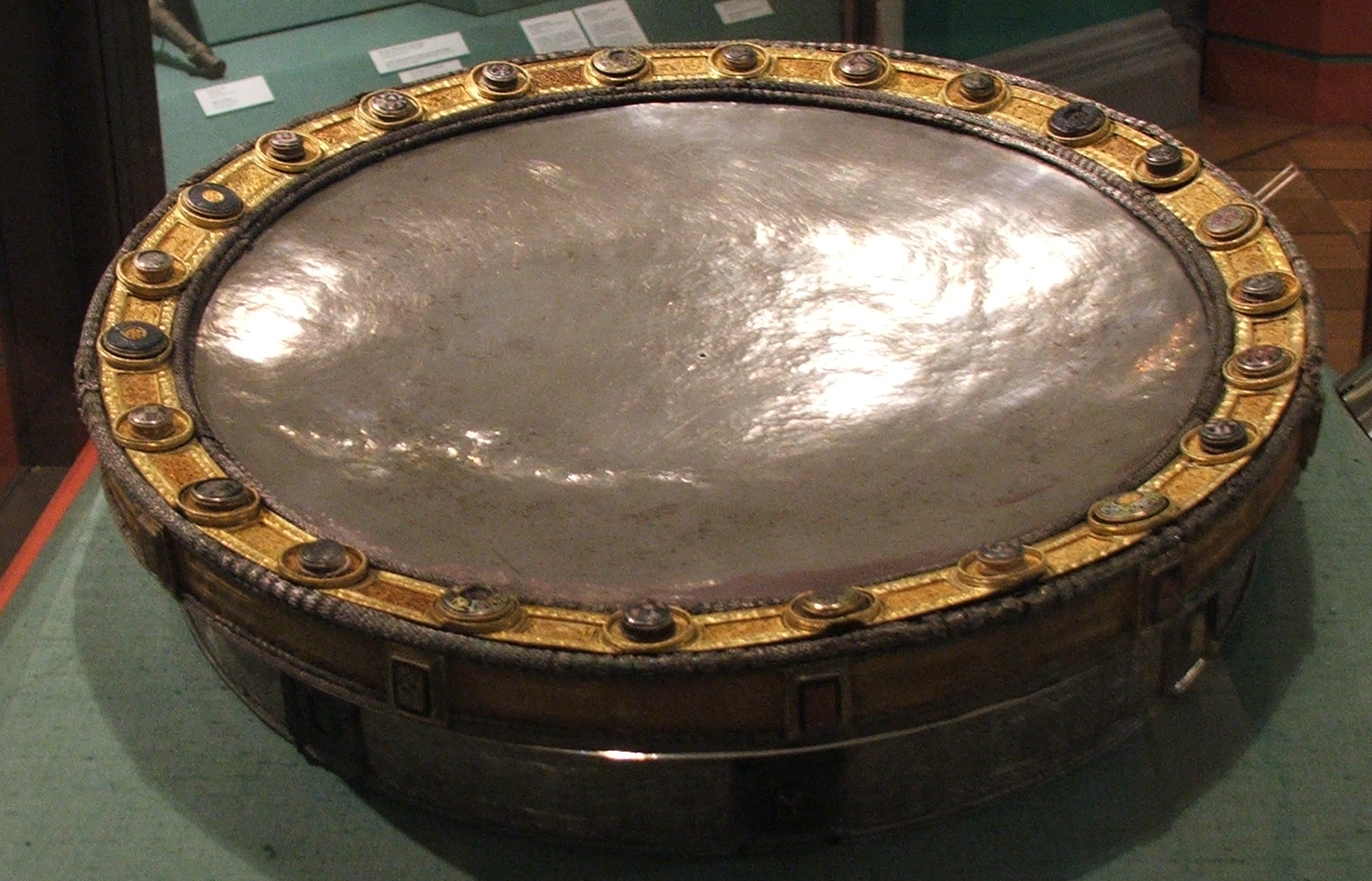
Patena

La patena (del latín patina o patena) es el platillo de metal noble en el que se pone la hostia durante la celebración eucarística. La forma de las patenas se diferencia en función de la época a que pertenecen.
- Las más antiguas tienen la forma de platos de grandes dimensiones y escaso fondo, llevando las más ricas adornos de pedrería en sus bordes u orla.
- Tanto las de época gótica como las de la románica suelen llevar en la cara interna bajorrelieves que representan la efigie de Cristo o una mano en actitud de bendecir una cruz. Su tamaño disminuye en la época gótica haciéndose más planas.
- Después del periodo plateresco desaparecen los adornos y adquieren la forma de platillos lisos y casi planos.

La expresión popular "limpio como una patena" define cualquier objeto que esté extremadamente limpio o brillante.